# Shaw Tower
La Shaw Tower è un grattacielo nel centro di Vancouver, Canada.

## Caratteristiche
L'edificio ospita il quartier generale della Shaw Communications per le operazioni nel Lower Mainland ed è stato progettato dall'architetto canadese James KM Cheng.
L'edificio, alto 149 metri e con 41 piani, è stato completato nel 2004. Attualmente è il quinto edificio più alto di Vancouver. I 16 piani inferiori della torre sono uffici mentre i 24 piani superiori contengono 130 condomini abitativi.

## Nella cultura di massa
- Alcune delle scene del film Deadpool 2 sono state girate sul tetto dell'edificio.